# 列夫·尼卡拉耶维奇·里帕特夫
列夫·尼卡拉耶维奇·里帕特夫（俄语：Лев Николаевич Липатов，1940年5月2日—2017年9月4日），前苏联和俄罗斯物理学家、俄罗斯科学院院士（自2011年），彼得堡核物理研究所（ПИЯФ）理论物理部主任，在权威杂志发表论文的总引用数超过 16000 次，H指数为55 。

## 生平
列夫·尼卡拉耶维奇·里帕特夫毕业于列宁格勒大学物理系，大学毕业后在尤菲物理—科技研究所（ФТИ им. А. Ф. Иоффе）从事研究员工作。1968年通过物理—数学副博士论文答辩。1974年通过博士答辩。1980年转入彼得堡核物理研究所成为量子场论部门负责人。1990年获得圣彼得堡国立大学教授职称。1997年被选为彼得堡核物理研究所理论部主任，同时兼任圣彼得堡国立大学物理系高能和粒子物理教研室教授。
1997年被选为俄罗斯科学院核物理部通讯员。2011年被选为俄罗斯科学院物理科学部院士。
是圣彼得堡国立大学和彼得堡核物理研究所学术委员会成员，彼得堡核所的冬令营和学术会议的长期组织者。

## 科学成就
Л. Н. 里帕特夫是理论物理领域，量子场论、量子色动力学和超对称规范理论的杰出专家。
他早期的工作致力于发展量子电动力学中某些高能过程的理论。

## 获得奖项
- 洪堡奖（Alexander von Humboldt prize, DESY, 1995）[6]
- 波梅兰丘克奖（Премия Померанчука, ИТЭФ, 2001）[7]
- 玛丽·居里奖（Marie Curie Fellowship, 汉堡大学, 2006）[8]
- “Ad Astra”奖（ФИАН, 2009）[9][10]
- 高能和粒子物理奖（2015）[11]